# Monszef Marzúki
Mohammed Monszef Marzúki (arab betűkkel محمد المنصف المرزوقي, Muhammad al-Munṣif al-Marzūqī; Grombalia, 1945. július 7. –) tunéziai politikus és orvos, Tunézia átmeneti elnöke a jázminos forradalom után, 2011 és 2014 között. 2001-ben alakította meg mozgalmát, a Kongresszus a Köztársaságért (CPR) nevű pártot. A 2014. decemberi közvetlen elnökválasztáson alulmaradt Bedzsi Kaid esz-Szebszi, a Nidaa Tounes jelöltjével szemben. 2021 novemberében Moncef Marzouki ellen nemzetközi elfogatóparancsot adtak ki állambiztonság veszélyeztetése miatt. 2022-ben négy év börtönbüntetésre ítélték.